# Jean-Luc Testas
Jean-Luc Testas (* 1961) ist ein französischer Spitzenspieler in der Boulespielspiel-Sportart Pétanque. Nach seinem Umzug nach Deutschland errang er elf deutsche Meistertitel im Deutschen Boccia-, Boule- und Pétanque-Verband e.V. (DBBPV). Er gewann – als bisher einziger Spieler – deutsche Meister-Titel in allen sieben Disziplinen.

## Karriere
Testas spielt seit seiner Jugend Boule. In Frankreich hatte er seine Lizenz unter anderem bei US Meaux und bei A-A-S à Fresnes in Paris. Er qualifizierte sich mehrmals für die französischen Meisterschaften der Fédération Française de Pétanque et Jeu Provençal (FFPJP), einen Platz auf das Podium gelang ihm dabei jedoch nicht. Nach seinem Umzug nach Deutschland spielte er ab 2003 für den BC Edingen-Neckarhausen und erreichte 2004 – bei seiner ersten Teilnahme – sofort einen deutschen Meistertitel. Danach spielte Testas für den BC Sandhofen, die BF Malsch, den BSC Neunkirchen, die TSG Seckenheim und die TG Laudenbach. Mit den BF Malsch wurde er 2018 Meister in der deutschen Pétanque-Bundesliga.
Er ist Rechtshänder und spielt bevorzugt die Spielposition Milieu und Tireur. Testas führte zeitweilig Bouletrainings durch und gab Volkshochschule-Kurse (vhs Südliche Bergstraße) in Nußloch.
Infolge Alkoholeinfluss während des Spiels kam es im Halbfinale bei den Baden-Württembergischen Doublette-Landesmeisterschaften am 6. Mai 2023 in Achern zu einer Disqualifikation (Rote Karte) von Testas mit anschließenden tätlichen Angriff auf den Schiedsrichter. Infolge des Vorfalles wurde er vom Landesverbandsgericht des BBPV am 23. August 2023 für 20 Jahre bis zum 6. Mai 2043 gesperrt. Testas kann nach Abgeltung eines Drittels der Verbandsstrafe (d. h. Anfang des Jahres 2030) ein Gnadengesuch beim Präsidenten des BBPV einreichen.

## Erfolge

### Frankreich
Nach eigenen Angaben war Testas zweimal französischer Meister. Bei folgenden Arbeitersportverbänden war er erfolgreich:
- 1986:	Französischer Meister im Doublette mit Daniel Read der Fédération française du sport travailliste (F.F.S.T.)
- 1994:	Französischer Meister im Triplette mixte zusammen mit Patrick Gras und N.N. der Fédération sportive et gymnique du travail (FSGT)

### Deutschland
(Quelle:)
- 2004: 1. Platz Deutsche Meisterschaft Tête-à-Tête
- 2008: 1. Platz Deutsche Meisterschaft Tête-à-Tête
- 2008: 1. Platz Deutsche Meisterschaft Tir de precision[11]
- 2008: 3. Platz Deutsche Meisterschaft Doublette zusammen mit Daniel Härter
- 2009: 1. Platz Deutsche Meisterschaft Tête-à-Tête
- 2009: 1. Platz Deutsche Meisterschaft Mixte zusammen mit Natascha Denzinger
- 2009: 2. Platz Deutsche Meisterschaft Doublette zusammen mit Daniel Härter
- 2010: 2. Platz Deutsche Meisterschaft Tête-à-Tête
- 2010: 1. Platz Deutsche Meisterschaft Doublette zusammen mit Burkhard Rudolph
- 2011: 2. Platz Deutsche Meisterschaft Mixte zusammen mit Stefanie Schwarzbach
- 2012: 1. Platz Deutsche Meisterschaft Doublette zusammen mit Burkhard Rudolph
- 2013: 3. Platz Deutsche Meisterschaft Tir de precision
- 2013: 2. Platz Deutsche Meisterschaft Triplette zusammen mit Yann Savry und Burkhard Rudolph
- 2014: 1. Platz Deutsche Meisterschaft Triplette zusammen mit Philippe Jankowski und Burkhard Rudolph
- 2014: Deutscher Vize-Vereinsmeister mit den BF Malsch
- 2015: 2. Platz Deutsche Meisterschaft Triplette zusammen mit Jonathan Albiger und Christian Bossert
- 2016: 1. Platz Deutsche Meisterschaft Triplette Ü55 zusammen mit Daniel Härter und Peter Weise
- 2017: 1. Platz Deutsche Meisterschaft Triplette Ü55 zusammen mit Daniel Härter und Peter Weise
- 2017: Deutscher Vize-Vereinsmeister mit den BF Malsch
- 2018: 3. Platz Deutsche Meisterschaft Triplette Ü55 zusammen mit Daniel Härter und Peter Weise
- 2018: Deutscher Vereinsmeister mit den BF Malsch
- 2018: 2. Platz Deutsche Meisterschaft Triplette zusammen mit Philippe Jankowski und Burkhard Rudolph
- 2021: 3. Platz Deutsche Meisterschaft Triplette zusammen mit Philippe Jankowski und Burkhard Rudolph

## Privates
Testas ist in Lens aufgewachsen und lebte in Paris. Er wohnt in Leimen und hat ein Kind.